# Fairbourne Heath
Fairbourne Heath – wieś w Anglii, w hrabstwie Kent. Leży 11 km na południowy wschód od miasta Maidstone i 64 km na południowy wschód od centrum Londynu.